# نینا وین
نینا وین (به انگلیسی: Nina Wayne) (زاده ۱۸ سپتامبر ۱۹۴۳) بازیگر آمریکایی است.
از فیلم‌های معروف او می‌توان به بازی در فیلم عشق و کمدین اشاره کرد.